# DCUP
Duncan MacLennan, cunoscut mai bine după numele de scenă DCUP este un producător de muzică australian, DJ și mixer. Este cunoscut cel mai bine pentru cooperarea cu formația Yolanda Be Cool formată din duo-ul Sylvester Martinez și Johnson Peterson în hit-ul single internațional "We No Speak Americano".
Melodia "We No Speak Americano" a ajuns pe primul loc în țări precum Germania, Irlanda, Marea Britanie, Danemarca, Olanda, Suedia și Belgia și a câștigat Top 5 în Australia, Spania și Norvegia.